# Filips Willem van Steenhuys
Filips Willem van Steenhuys of Philippe-Guillaume de Steenhuys (Mechelen, 27 september 1593 – Brussel, 1 mei 1668), baron van Poederlee en heer van Flers, Heerle, Gierle, Moerbeke, enz., was een staatsman en magistraat in de Spaanse Nederlanden. Hij was lid was van de Grote Raad van Mechelen, de Raad van Vlaanderen en de Geheime Raad en kanselier van Brabant.

## Familie
Hij was de enige zoon van Willem van Steenhuys. Door zijn huwelijk met Walburga Snoy op 14 januari 1636 werd hij heer van Poederlee.
Ze kregen vijf kinderen:
1. Jean-Érard de Steenhuys, baron van Poederlée en heer van Moorsele, getrouwd met Marie-Françoise van Achten.
2. Claire-Florence de Steenhuys, getrouwd met Pierre de Croix, heer van Wasquehal.
3. Anne de Steenhuys, getrouwd met Bernard de Steenhuys, heer van Bekensteyn
4. Marie-Walburga de Steenhuys, gehuwd met Jean-Jacques Snoy
5. Marguerite de Steenhuys, gehuwd met Philippe-Henri de Steenhuys, heer van Hernin

## Loopbaan
Hij studeerde rechten en werd advocaat aan de Grote Raad van Mechelen. In 1620 en 1622 vergezelde hij zijn vader op diplomatieke reizen naar Duitsland. Op 22 mei 1623 werd hij lid van het Hof van Gelre en op 9 augustus 1627 verruilde hij deze positie voor een zitje in de Grote Raad van Mechelen.
Op 8 juli 1648 werd Steenhuys benoemd tot president van de Raad van Vlaanderen, maar omdat hij als Mechelaar niet in het graafschap Vlaanderen was geboren, was zijn benoeming wettelijk niet zeker. Op 17 januari 1650 werd hij geheimraad in Brussel. Op 24 maart 1653 werd hij verheven tot baron en Poederlee tot baronie. Op 23 april 1657 werd hij ook benoemd in de Admiraliteitsraad.
Hij werd vice-kanselier in de Raad van Brabant met uitzicht op de opvolging van Robert van Asseliers, maar omdat hij niet in het hertogdom Brabant was geboren, bleek ook deze benoeming controversieel. De Staten van Brabant weigerden zijn ambtseed te aanvaarden. Na de dood van Asseliers in 1661 duurde het tot 1663 voordat hij in functie kon treden.
Steenhuys stierf op 1 mei 1668 in Brussel en werd er begraven in de Predikherenkerk.